# 香港の企業一覧
香港の企業一覧は、香港に本籍をおく主な企業の一覧である。
- 長江集団
  - ハチソン・ワンポア（和記黄埔）
    - PARKnSHOP（百佳）　スーパーマーケット
    - ワトソンズ（屈臣氏）　ドラッグストア
    - フォートレス（豐澤電器）　家電量販店
    - ハチソン・テレコム(和記電訊國際)

  - 長江実業
  - 長江基建
  - 香港電灯
  - TOM
  - 長江生命科技
- PCCW（電訊盈科/パシフィック・センチュリー・サイバーワークス）
- 会徳豊(ウィーロック・アンド・カンパニー)
  - 九龍倉集団(ワーフ･ホールディング)
    - 有線寬頻通訊有限公司(i-CABLE)
    - 九倉電訊(ワーフT&T)
    - 現代貨箱碼頭(モダン・ターミナル)
    - 香港トラムウェイ(トラム)
    - スターフェリー
- 利豊
- HSBCホールディングス（滙豐控股）
  - 香港上海銀行
  - 恒生銀行
- ジャーディン・マセソン・ホールディングス(怡和洋行)
  - ジャーディン・パシフィック
  - ジャーディン・モーターズ・グループ
  - ジャーディン・ロイド・トンプソン - 保険ブローカー
  - ジャーディン・ストラテジック
  - ホンコン・ランド(香港置地)
  - ディリー・ファーム(牛奶國際有限公司))本部はバミューダ。ロンドン、シンガポールにて上場。
    - 美心食品有限公司（マキシムズ・グループ）
    - ウェルカム（惠康）　スーパーマーケット
    - マニングス（萬寧）　ドラッグストア
    - セブンイレブン香港
    - セブンイレブン・シンガポール
    - セブンイレブン中国華南（広東賽壱便利店）　広東信捷商務発展との合弁会社
    - イケア香港
    - イケア台湾
    - マキシム（美心集団）
      - スターバックス香港（星巴克咖啡）
      - スターバックス・マカオ（星巴克咖啡）
      - スターバックス中国華南（星巴克咖啡）
      - スターバックス中国西南（星巴克咖啡）
      - 元気寿司

  - マンダリン・オリエンタルホテルグループ　高級ホテル
  - ロスチャイルド・コンティニュエーション
  - ジャーディン・サイクル・アンド・キャリッジ
- CITICパシフィック（中信泰富）
- 華潤集団
  - 五豊行
- 招商局
- 中国銀行 (香港)
- 中国旅行社
- 信興集団
- 信德集團（シャンタック・ホールディングス）
  - TurboJET
- 新世界発展 (ニューワールド）
- 新鴻基地産（サンフンカイ・プロパティーズ）
- 恒基兆業地産
  - ユニコーン・ストアーズ
- 信和置業
- 恒隆集団
  - 恒隆地産
- 鷹君集団（グレート・イーグル・グループ）
- 香港華人（ホンコン・チャイニーズ・リミテッド）
- 六福集団（ロックフック・ホールディングス）
- 李錦記
- 地鐵公司（MTR）
- 太古集団（スワイヤパシフィック）
  - キャセイパシフィック航空（国泰航空公司）
    - エア・ホンコン（香港華民航空公司）
    - 香港エアクラフト・エンジニアリング（HAECO）
    - 香港ドラゴン航空（港龍航空公司）
- 香港インターナショナルテーマパーク
- シャングリ・ラ・ホテルズ&リゾーツ
- 香港&上海ホテルズ
- 大家樂集團
- 優の良品/AJI ICHIBAN
- 四洲集団
  - 零食物語/OKASHI LAND
- 上海灘
- ジョイス
- ボッシーニ・インターナショナル（堡獅龍国際有限公司）
- ジョルダーノ・インターナショナル
- ゴールデン・ハーベスト
- オアシス香港航空
- 欧化薬業（ユーロファーム）
- 捷聯車身工程
- 國際家居零售有限公司 (ホームセンター日本城)
- メモリジン（トゥールビヨン (時計)のブランド）
- 富途控股